# Павлишин Галина Андріївна
Гали́на Андрі́ївна Павли́шин (нар. 22 вересня 1964, м. Тернопіль, УРСР, СРСР) — українська вчена в галузі медицини, педіатр, доктор медичних наук (2007), професор (2010), завідувач кафедри педіатрії № 2 Тернопільського національного медичного університету імені І. Я. Горбачевського. Голова Тернопільського обласного осередку «Асоціації неонатологів України» (1996).

## Життєпис
Закінчила з відзнакою Тернопільський медичний інститут у 1992 році.
1992—1994 — клінічний ординатор на кафедрі педіатрії.
Від 1994 року працює у Тернопільському національному державному медичному університеті: асистент кафедри педіатрії, з 1998 — доцент, з 2008 — професор кафедри педіатрії з дитячою хірургією.
З 2009 і донині — завідувач кафедри педіатрії № 2 Тернопільського національного медичного університету імені І. Я. Горбачевського МОЗ України.

## Наукова діяльність
У 1995 році захистила кандидатську дисертацію на тему «Застосування ентеросорбції в комплексному лікуванні новонароджених із гнійно—септичними захворюваннями та вродженими пневмоніями» за спеціальністю 14.01.10 — педіатрія (науковий керівник — член—кореспондент НАМН України, професор Іван Сміян).
У 2007 році захистила докторську дисертацію на тему «Клініко—патогенетичні та морфологічні паралелі перинатальної інфекційної патології у новонароджених та оптимізація лікування» за спеціальністю 14.01.10 — педіатрія (наукові консультанти — член—кореспондент НАМН України, професор Іван Сміян, професор Михайло Гнатюк).
Основні напрямки наукової та лікувальної діяльності:
- процеси апоптозу, оксидативного стресу, пероксидації та імунологічних порушень у патогенезі інфекційної патології у новонароджених;
- нейро-розвитковий догляд у виходжуванні передчасно народжених немовлят;
- біль у новонароджених, його оцінка, профілактика;
- контакт «шкіра-до-шкіри», батьківський стрес;
- катамнестичне спостереження (follow-up) за дітьми, народженими передчасно;
- вітамін D-статус у дітей з надлишковою масою тіла та ожирінням;
- кардіоваскулярні та метаболічні порушення у дітей з надмірною масою тіла;
- мультисистемний запальний синдром у дітей;
- особливості COVID-19 у дітей.

Заступник голови спеціалізованої вченої ради Д 58.601.02 у ТНМУ, голова апробаційної ради педіатричного профілю при спеціалізованій вченій раді Д 58.601.02 у ТНМУ, член спеціалізованої вченої ради К 20.601.03 при ДВНЗ «Івано-Франківський національний медичний університет».
Під науковим керівництвом Галини Андріївни Павлишин захищено 6 кандидатських дисертацій, 1 дисертацію доктора філософії.

### Науковий доробок
Автор і співавтор понад 340 наукових та навчально—методичних публікацій, 2 методичних рекомендацій для студентів та лікарів, 6 патентів на винахід.

### Міжнародні стажування
- 2010 — навчальний семінар «Pediatric emergency care» на базі Open Medical Institute AAF (American Austrian Foundation) (Зальцбург, Австрія);
- 2012 — навчальний семінар «Berlin Neonatology Summer School» («Берлінська неонатологічна літня школа») на базі Charite University Medical Center (Берлін, Німеччина);
- 2013 — стажування у Вроцлавській Університетській клініці, кафедра неонатології (Вроцлав, Польща);
- 2014 — навчальний тренінг «Спеціалізовані реанімаційні заходи» ALS Provider Course (Краків, Польща);
- 2015 — стажування у Віденській  Університетській клініці, «Pediatric intensive care», The AAF (American Austrian Foundation) and General Hospital Vienna Department of Pediatrics (Відень, Австрія);
- 2016 — стажування у Вроцлавській Університетській клініці, кафедра неонатології, кафедра інтенсивної терапії в педіатрії (Вроцлав, Польща);
- 2017 — участь у IX Szkoła Neonatologii (Торунь, Польща);
- 2018 — стажування у неонатальному центрі Варшавської університетської клініки (Варшава, Польща).
- 2018 — стажування у Віденській  клініці Krankenanstalt Rudolfstiftung Pediatric Department with Neonatology під керівництвом професора Milen Minkov, AAF (American Austrian Foundation) (Відень, Австрія);

### Участь у міжнародних конференціях
- 2011— міжнародна конференція «Childhood Asthma: epidemiology and prevention» (Краків, Польща)(усна доповідь);
- 2013— міжнародна конференція «Сурфактант-замісна терапія у передчасно народжених дітей» (Гельсінські, Фінляндія);
- 2013— міжнародна конференція «Лікування РДС у передчасно народжених дітей» (Відень, Австрія);
- 2013— Європейська Академія Педіатрії «Educational Congress and Master Course» (Ліон, Франція) (постер-доповідь);
- 2014— 5-й Конгрес Європейської Академії  Педіатричних Товариств, (Барселона, Іспанія) (постер-доповідь);
- 2015— Європейська Академія Педіатрії (Осло, Норвегія) (постер-доповідь);
- 2016— 6th International Conference on Clinical Neonatology (ICCN2016) (Турин, Італія), (постер-доповідь);
- 2017 — 3-тя Літня Конференція з неонатології в Провансі (3rd Summer Conference on Neonatology in Provence), (Франція);
- 2017 — 5-та Міжнародна Неонатальна Кнференція (5th International Neonatal Conference «NEONATUS 2017»), (Познань, Польща);
- 2017 — 33-ій Міжнародний Симпозіум Польського Товариства Неонатологів (XXXIII International Symposium of the Polish Neonatal Society), (Краків, Польща).
- 2017 — 2-й Конгрес об'єднаного Європейського Товариства Неонатологів (2nd Congress of joint European Neonatal Societies (jENS 2017), (Венеція, Італія).

- 2018  – 7th International Conference on  Clinical Neonatology (Турино, Італія)
- 2018 — міжнародна конференція "Międzynarodowa Konferencja Naukowo-Szkoleniowa «NEONATUS 2018» (Познань, Польща).
- 2019 — X міжнародна конференція клінічної неонатології (Венеція, Італія)
- 2019 — Міжнародна науково-навчальна конференція  «Neonatus 2019» (Варшава, Польща).
- 2019 — EVIDAS 2019 — IV Міжнародна конференція «Vitamin D — minimum, maximum, optimum» під патронатом Європейської асоціації вивчення вітаміну D (Варшава, Польща)
- 2019 — Польське Міжнародне Товариство (Ряшів, Польща)
- 2019 — 3-rd Congress of joint European Neonatal Societies (Маастріхт, Нідерланди)
- 2019 — XXXIV wyborcze sympozjum polskiego towarzystwa neonatologicznego (Познань, Польща)

## Нагороди
У 2009 році нагороджена Почесною грамотою МОЗ України «За вагомий особистий внесок у розвитку охорони здоров'я та високий професіоналізм» (Наказ МОЗ України № 381 КН). У 2020 році нагороджена Грамотою Тернопільської обласної ради «За багаторічну сумлінну працю на ниві охорони здоров'я».